# 平山秀幸
平山 秀幸（ひらやま ひでゆき、1950年9月18日 - ）は、日本の映画監督。脚本家。福岡県北九州市戸畑区出身。

## 経歴
- 明治学園小学校・中学校、福岡県立戸畑高等学校、日本大学芸術学部放送学科卒業。
- 1976年『青春の殺人者』進行係として映画界入り[1]。
- 以降、橋浦方人、加藤泰、大森一樹、崔洋一、井筒和幸、藤田敏八、伊丹十三、和田誠監督らの作品に助監督として参加。
- 1990年『マリアの胃袋』で監督デビュー。
- 1992年『ザ・中学教師』で日本映画監督協会新人賞を受賞。
- 1995年の『学校の怪談』が大ヒット。その後、人気シリーズへと発展し『学校の怪談2』と『学校の怪談4』を監督する。
- 1998年『愛を乞うひと』でモントリオール世界映画祭国際批評家連盟賞、第22回日本アカデミー賞最優秀監督賞[2]、第53回毎日映画コンクール監督賞、キネマ旬報ベスト・テン監督賞など、国内外で69の映画賞を受賞。米アカデミー賞外国語映画賞日本代表。
- 2001年『ターン』で富川国際ファンタスティック映画祭最優秀監督賞受賞。
- 2002年『笑う蛙』で毎日映画コンクール監督賞、ヨコハマ映画祭最優秀監督賞受賞[3]。『OUT』で第26回日本アカデミー賞優秀監督賞[4]、高崎映画祭最優秀監督賞受賞。米アカデミー賞外国語映画賞日本代表。
- 2010年『必死剣鳥刺し』モントリオール世界映画祭ワールド・コンペティション正式出品。『信さん・炭坑町のセレナーデ』パリKINOTAYO映画祭観客賞・最優秀映像賞受賞。
- 2020年『閉鎖病棟 -それぞれの朝-』で日本アカデミー賞優秀監督賞、優秀脚本賞受賞。

## フィルモグラフィ

### 映画
- マリアの胃袋（1990年）
- ザ・中学教師（1992年）
- 人間交差点 雨（1993年）
- よい子と遊ぼう（1994年）
- 学校の怪談（1995年）
- 学校の怪談2（1996年）
- 愛を乞うひと（1998年）
- 学校の怪談4（1999年）
- ターン（2001年）
- 笑う蛙（2002年）
- OUT（2002年）
- 魔界転生（2003年）
- レディ・ジョーカー（2004年）
- しゃべれども しゃべれども（2007年）
- やじきた道中 てれすこ（2007年）
- 信さん・炭坑町のセレナーデ（2010年）
- 必死剣 鳥刺し（2010年）
- 太平洋の奇跡 -フォックスと呼ばれた男-（2011年)
- エヴェレスト 神々の山嶺（2016年）
- 閉鎖病棟 -それぞれの朝-（2019年）
- ツユクサ（2022年）

### テレビドラマ
- ぼくが医者をやめた理由（1990年、テレビ東京）
- 世にも奇妙な物語 第3シリーズ「顔」（1992年、フジテレビ）
- よい子と遊ぼう(1994年、WOWOW) - 民放連連盟賞[5]
- 薔薇の殺意〜虚無への供物（1997年、NHK-BS2）
- 対岸の彼女（2006年、WOWOW） - 放送文化基金賞テレビドラマ番組賞、文化庁芸術祭優秀賞
- ヒトリシズカ（2012年、WOWOW）- 放送文化基金賞テレビドラマ番組賞
- 黒い看護婦（2015年、フジテレビ）※ノンクレジット[6]
- ヒトヤノトゲ〜獄の棘〜（2017年、WOWOW)
- 川のほとりで（2021年、WOWOW）
- 我らがパラダイス（2023年、NHK BSプレミアム・NHK BS4K）

### 舞台
- やんごとなき二人(2017年)
- 川のほとりで3賢人（2020年）

### 脚本
- 青春共和国（1984年、小原宏裕監督）
- 閉鎖病棟 -それぞれの朝- (2019年)
- 川のほとりで 第6話（2021年）

## 関連書籍

### 著書
- 『呑むか撮るか 平山秀幸映画屋（カツドウヤ）街道』ワイズ出版、2016年。ISBN 9784898303023。